# Luke Howard
Luke Howard (28 november 1772 - 21 maart 1864) was een Brits apotheker en chemisch fabrikant en meteoroloog met interesse in wetenschap. Zijn blijvende bijdrage is de nomenclatuur voor wolken, die hij in 1802 voorstelde aan de Askesian Society.

## Biografie en wetenschappelijk werk
Howard is geboren in Londen en leefde daar grotendeels. De periode 1824 tot 1852 bracht hij in Ackworth (Yorkshire) door. Hij werd gekozen als Fellow van de Royal Society in 1821. Hij was een Quaker, later sloot hij zich aan bij de Plymouth Brethren. Hij was van beroep apotheker. Zijn dochter Rachel richtte een school op in Ackworth, die een begraafplaats van de Plymouth Brethren bevat. Er is een Blue plaque te vinden van English Heritage die refereert aan Howard als "Namer of Clouds" op het adres Bruce Grove 7 in Tottenham, het huis waar hij op 91-jarige leeftijd overleed. De kerk in Tottenham waarbij hij uitgebreid bij betrokken was, samen met zijn zoon John Eliot Howard, ligt dicht bij het huis, op Tottenham High Road. Voorheen heette dit Brooks Street Meeting House, thans draagt het de naam Brook Street Chapel.

### Vader van de meteorologie
Luke Howard wordt "de vader van de meteorologie" genoemd, vanwege zijn uitgebreide registraties van het weer in de omgeving van Londen van 1801 tot 1841 en zijn schrijfwerken, die de wetenschap van de meteorologie veranderden. In zijn late twintiger jaren schreef hij Essay on the Modification of Clouds, die in 1803 werd gepubliceerd. Hij benoemde de drie belangrijkste categorieën van wolken (cumulus, stratus en cirrus) en evenwel een reeks van tussentijdse en samengestelde wijzigingen, zoals cirrostratus en stratocumulus, om de overgangen tussen de voorkomende vormen inzichtelijk en mogelijk te maken. Hij beschreef het belang van wolken in de meteorologie als volgt:
Clouds are subject to certain distinct modifications, produced by the general causes which affect all the variations of the atmosphere; they are commonly as good visible indicators of the operation of these causes, as is the countenance of the state of a person's mind or body.
Vertaald: Wolken zijn onderhevig aan bepaalde verschillende wijzigingen, veroorzaakt door de algemene oorzaken die alle variaties van de atmosfeer beïnvloeden; ze zijn gewoonlijk goede zichtbare indicatoren van de werking van deze oorzaken, zoals het gelaat van de gemoedstoestand van een persoon of de gemoedstoestand van het lichaam.

### Andere vaders
Howard was niet de eerste die een poging waagde om wolken te classificeren. Jean-Baptiste de Lamarck (1744-1829) had reeds eerder een lijst voorgesteld met Franse termen, maar het succes van het systeem van Howard was vanwege het universele Latijn, als zowel dat hij de overgangen van wolken benadrukte. Door het toepassen van de linneaanse principes van het classificeren van natuurlijke historie tot verschijnselen van korte duur zoals wolken, verkreeg Howard een elegante oplossing voor het probleem van het benoemen van overgangsvormen in de natuur.

### Ander werk
Naast zijn baanbrekende werk over wolken schreef Howard talloze papers over andere meteorologische onderwerpen, zij het met minder succes. Hij was ook een pionier in het bestuderen van het klimaat in stedelijke gebieden, zoals The Climate of London in 1818-20, die continue dagelijkse waarnemingen bevatte over de windrichting, atmosferische druk, maximale temperatuur en neerslag en ook die theorie van James Hutton over regen sloopte, zonder een definitief alternatief te suggereren.

## Goethe
De classificatie van wolken door Howard had grote invloed op de kunst en op de wetenschap. Howard correspondeerde met Goethe, die een serie gedichten in dankbaarheid aan hem, met inbegrip van de regels:
But Howard gives us with his clear mind
The gain of lessons new to all mankind;
That which no hand can reach, no hand can clasp
He first has gained, first held with mental grasp.
Howard inspireerde ook Percy Bysshe Shelleys gedicht "The Cloud" en informeerde John Constables schilderijen en studies van luchten en de geschriften en kunst van John Ruskin, die de wolkenclassificatie van Howard gebruikte in zijn kritieken op landschapsschilderijen van moderne schilders.

## Roman
Howard verschijnt in een roman van de Franse schrijver Stephane Audeguy, met als titel La théorie des nuages, winnaar in 2005 van de Prix de l'Académie. Deze werd in 2007 door Harcourt in de Verenigde Staten gepubliceerd met de titel The Theory of Clouds.